# 米德尔哈根
米德尔哈根是德国梅克伦堡-前波莫瑞州的一个市镇。总面积9.62平方公里，总人口579人，其中男性279人，女性300人（2011年12月31日），人口密度60人/平方公里。